# Черноярский (Свердловская область)
Черноярский — посёлок в Свердловской области России, административно подчинённый городу Серову. Входит в Серовский муниципальный округ.
Ранее посёлок входил в состав Филькинского сельсовета города Серова.

## Географическое положение
Посёлок Черноярский расположен в 11 километрах (по автодорогам в 13 километрах) к востоку от города Серова, на правом берегу реки Сосьвы (правого притока Тавды), в полутора километрах выше устья реки Каквы. Рядом с посёлком пролегает ветка Серов — Алапаевск Свердловской железной дороги. Возле посёлка расположен остановочный пункт Черноярка.

## Население
| 2002 | 2010 |
| ---- | ---- |
| 147  | ↘119 |